# Anthony Quinn
Manuel Antonio Rodolfo Quinn Oaxaca (Chihuahua, 21 de abril de 1915-Boston, Massachusetts, 3 de junio de 2001), conocido como Anthony Quinn, fue un actor mexicoestadounidense. Fue conocido por su interpretación de personajes terrenales y apasionados «marcados por una virilidad brutal y elemental» en numerosas películas aclamadas por la crítica tanto en Hollywood como en el extranjero.
Quinn fue el primer mexicano en ganar un Premio de la Academia, con el cual fue galardonado en dos ocasiones a mejor actor de reparto: la primera en 1952 por ¡Viva Zapata!, y la segunda en 1956 por Lust for Life. Además, recibió dos nominaciones al premio Óscar en la categoría a mejor actor, junto con cinco nominaciones al Globo de Oro, y dos nominaciones al Premio BAFTA. En 1987, se le otorgó el Globo de Oro honorífico Premio Cecil B. DeMille. Tanto a través de sus esfuerzos artísticos como de su activismo por los derechos civiles, sigue siendo una figura fundamental de la representación de los latinoamericanos en la cultura y los medios de comunicación de los Estados Unidos.
Entre sus trabajos más notables se incluyen La strada (1954), Los cañones de Navarone (1961), Barrabás (1961), Lawrence de Arabia (1962), Los cañones de San Sebastián (1968), Las sandalias del pescador (1968), Across 110th Street (1972), El mensaje (1976), El león del desierto (1980), Jungle Fever (1991) y Seven Servants (1996). Adicionalmente, por su protagónico en Zorba, el griego, fue nominado a un premio Oscar.

## Biografía y carrera

### 1915-1936: primeros años

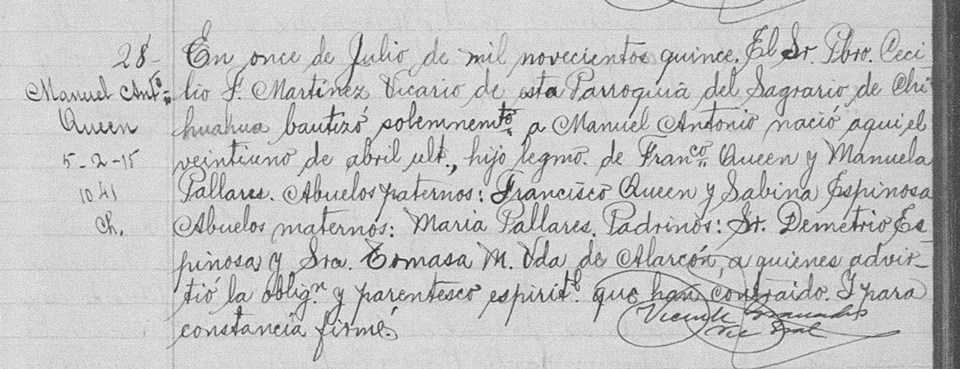
Registro del bautizo de Quinn, con fecha del 11 de julio de 1915.

Manuel Antonio Rodolfo Quinn Oaxaca nació el 21 de abril de 1915 en Chihuahua, México en un momento en el que país se encontraba sumido en una revolución política y social; los hacendados, caciques y terratenientes controlaban la mayor parte de las tierras fértiles de México mientras que los peones que laboraban en las haciendas en una especie de semiesclavitud se morían de hambre. Se formaron ejércitos revolucionarios a los que se incorporaron peones de las haciendas, obreros y campesinos, quienes recurrieron a los caudillos Emiliano Zapata y Pancho Villa para recuperar sus tierras. Según el actor, sus padres fueron Francisco Quinn, de origen irlandés, y Manuela Oaxaca, mexicana descendiente de mexicas. Su padre había participado en la Revolución mexicana en la que combatió al dictador Victoriano Huerta al lado de Pancho Villa, y allí conoció a la que sería su madre.
Tuvo un hermano que no pudo seguir junto a él porque se cambió el apellido a Miranda. A muy temprana edad, su familia se trasladó a Texas y seguidamente a Los Ángeles, California; viviendo su primera infancia en Boyle Heights y en Echo Park en medio de la más absoluta pobreza. Su madre estuvo mucho tiempo tras los pasos de su marido, participante de las huestes de Pancho Villa, quien fusiló a un tío suyo y con una gran abnegación y sacrificio realizó labores de lavandera para mantener a su retoño Antonio en haciendas de Ciudad Juárez y El Paso, Texas.
Por fin, en 1919, marido y mujer se reunieron y se trasladaron como inmigrantes a California. Antonio, ya cumplidos los cinco años, comenzó a trabajar como recolector de frutas y jornalero. En 1920, los Quinn se trasladaron a Los Ángeles para tentar mejor suerte; su padre hacía grandes esfuerzos para mantener a su familia sin poder despegar de la pobreza. Antonio realizó labores de limpiabotas y vendedor callejero de periódicos. Estudió en establecimientos educativos de su barrio, sin llegar a terminar sus estudios, por el fallecimiento de su padre en 1926, lo que lo obligó a buscar trabajos informales para ayudar a su familia. La pérdida de su padre lo marcó profundamente, pues le admiraba por su tesón. Acicateado por la pobreza y con un espíritu de superación desbordante, trabajó haciendo diversos oficios tales como peón de hacienda, friegaplatos o mensajero de correo. Para esa época era un mozalbete inteligente, rudo, belicoso y rudimentario en sus modales, pero ya se había propuesto surgir al precio que fuese necesario.
En su adolescencia, empezó a interesarse por el arte e intentó ser retratista de estrellas de cine. Dibujaba a las estrellas de su elección a partir de fotos de periódicos y les enviaba sus trabajos por correo. Solo Douglas Fairbanks le respondió, y a vuelta de correo recibió 10 dólares por su boceto. Intentó ganarse la vida imitando a estrellas como Bing Crosby y Louis Armstrong, entre otros, o haciendo de bufón en fiestecillas, pero no tuvo el éxito que esperaba, por lo que volvió a trabajar como obrero de construcción y carnicero. A los 16 años, aprovechando su complexión y su altura (1,88 m), practicó el boxeo profesional con el mismo fin. Ganó 16 peleas, pero en la 17.ª fue destrozado por un rival mejor, y se retiró del oficio. A los 17 años de edad se casó con una mujer llamada Silvia, 17 años mayor que él, quien lo introdujo en el estudio del arte y la filosofía. Para esa edad, aún era trabajador de la construcción, y Silvia le hizo tomar clases de dicción para mejorar su expresión oral y mejorar sus rústicos modales. Más tarde, en 1935, cursó estudios de pintura y de interpretación en el Polytechnic High School y de arquitectura con Frank Lloyd Wright, y obtuvo el primer premio por un diseño arquitectónico que realizó.

### 1936-1952: inicios en el cine
Sintiéndose atraído por la actuación y gracias al apoyo de la estrella de ese momento, Mae West, quien lo avaló como extra, y, tras incursionar en el ambiente teatral, realizó su debut, a los 21 años, como extra en la película The Milky Way (1936) y con un papel en el filme Parole (1936). Llevó a su abuela enferma de cáncer a ver el estreno, quien dijo al terminar de ver la película: «Ahora puedo morir en paz». 
En ese tiempo conoció y quedó prendado de la hija del director Cecil B. De Mille, Katherine, y decidió terminar su unión de 4 años con Silvia. En 1937 se casó con ella; sin embargo, su suegro no lo ayudó mayormente en su carrera, y su aceptación como yerno fue muy condicionada debido a su precariedad económica. De hecho, Quinn no pudo invitar a ningún familiar o amigo a su fiesta de bodas, para evitar a De Mille el bochorno de tener que alternar con personas que no pertenecían a su encumbrado círculo social. En 1939 nació su hijo Cristopher, quien falleció accidentalmente a los dos años de edad ahogado en la piscina de un vecino, lo que golpeó duramente al naciente actor. Sus otros hijos con Katherine De Mille fueron Christina Quinn, Kathleen Quinn, Valentina Quinn y Duncan Quinn.
Por su apariencia «multiétnica» y su paso por el boxeo en sus facciones, siguió interpretando roles secundarios como nativo de los Estados Unidos, mafioso italiano, gánster, chino, árabe, filipino e hispano durante la década de 1940. Rodó alrededor de 15 filmes, encasillándose en papeles de hampón, villano y personajes de dudosa reputación. Esto trascendió en la vida real, y la alta sociedad del Hollywood de la época no lo admitía en sus círculos, discriminándolo. En 1944, en un papel secundario en el film Buffalo Bill encarnó a un líder renegado cheyenne, Mano amarilla junto a Joel McCrea, Maureen O'Hara y Linda Darnell.

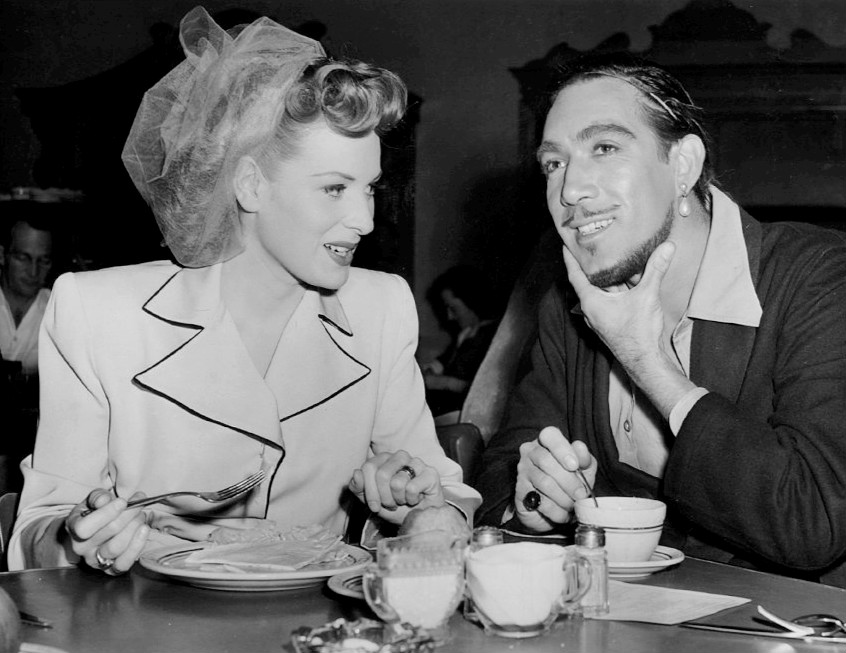
Con Maureen O'Hara, durante la filmación de Sinbad the Sailor (1947).

Consiguió su nacionalización estadounidense en 1947, mismo año en que consiguió su primer papel protagonista en el filme a color Black Gold (1947), donde personificó a un nativo americano que se convierte en millonario petrolero, además de contar con la participación de su esposa Katherine. A finales de la década de 1940 volvió al teatro, obteniendo éxito en Broadway en la obra Un tranvía llamado deseo, de Tennessee Williams. 
Continuó su carrera en algunas series de televisión entre 1949 y 1951, volviendo al cine con la película Toros bravos (The Brave Bulls, 1950), junto a la bella y trágica actriz checoslovaca Miroslava Stern. En esta década empezó a conseguir mejores papeles, como el que obtuvo en el filme ¡Viva Zapata! (1952), del director Elia Kazan, donde recibió su primer Óscar al mejor actor de reparto por su elogiada interpretación como Eufemio Zapata, y fue esta la primera ocasión en la que un actor de origen hispano recibió el premio. Sin embargo, su apariencia lo siguió encasillando en papeles de macho o duro, y continuó interpretando a piratas y aventureros en sus siguientes filmes.
Una de sus principales características, desde sus inicios, era el eclipsar el protagonismo al actor principal, al destacar desde papeles secundarios. Su talento innato era tan evidente en consistencia, simpleza y credibilidad que ninguno de estos filmes tuvo mala taquilla. Para esa fecha trabó amistad con el famoso muralista mexicano David Alfaro Siqueiros, quien intentó aconsejarlo de que abandonara el cine, pero acicateado por su pasado de pobreza, Quinn se obstinó en permanecer en los platós. En 1952, personificó a un bucanero en la película Against the Flags junto a un ya decadente Errol Flynn y a la consagrada beldad Maureen O'Hara.

### 1953-1959: estrellato y cine internacional

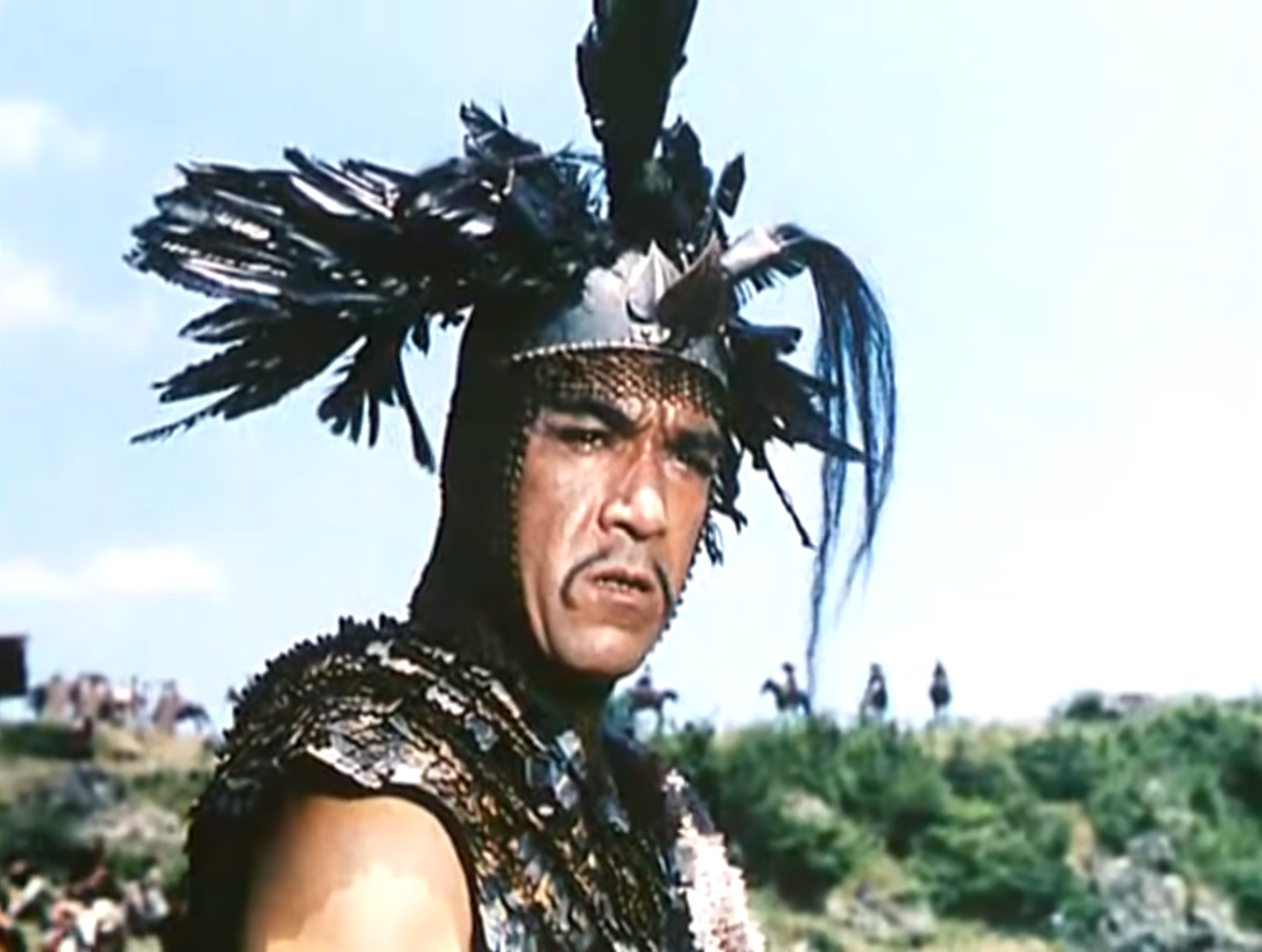
En Attila (1954).

En 1953 viajó a Italia donde, después de participar en algunas películas, logró el papel principal en la película La Strada (1954) de Federico Fellini, que ganó numerosos premios internacionales. Con esta película inició una nueva faceta interpretativa, marcada por el dramatismo y la intensidad en los papeles que encarnó en sus siguientes películas, bajo la dirección de importantes directores como George Cukor, Martin Ritt, Edward Dmytryk, John Sturges y Nicholas Ray, entre otros. También el paso a la madurez (cumplió 40 años en 1955) cambió su aspecto físico, lo que lo ayudó a conseguir roles de carácter.
Recibió en 1956 su segundo Óscar al mejor actor de reparto, por su rol del pintor Paul Gauguin en la película El loco del pelo rojo, del director Vincente Minnelli, sobre la vida de Vincent Van Gogh. Es destacable mencionar que Quinn solo aparece ocho minutos en la película. El papel principal lo interpretó Kirk Douglas, con quien había colaborado en la película Ulises en 1954, y con quien también lo haría en 1959 en la película El último tren de Gun Hill.
En 1956 hizo una notable interpretación de Cuasimodo en la película Notre Dame de Paris, junto a Gina Lollobrigida. En 1958 dirigió él mismo una nueva versión de la película El bucanero (The Buccaneer), en la cual había participado en un papel secundario en 1938. Esta segunda versión sería su única participación como director de cine.

### 1959-1969: regreso a Hollywood y Broadway
Un año después, recibió una nominación al Oscar al Mejor Actor por su papel en Wild Is the Wind, dirigida por George Cukor. Protagonizó la película The Savage Innocents (1959) interpretando a Inuk, un esquimal que se encuentra atrapado entre dos culturas en conflicto. Se asoció con Kirk Douglas una vez más para realizar el Western Last Train from Gun Hill (1959).

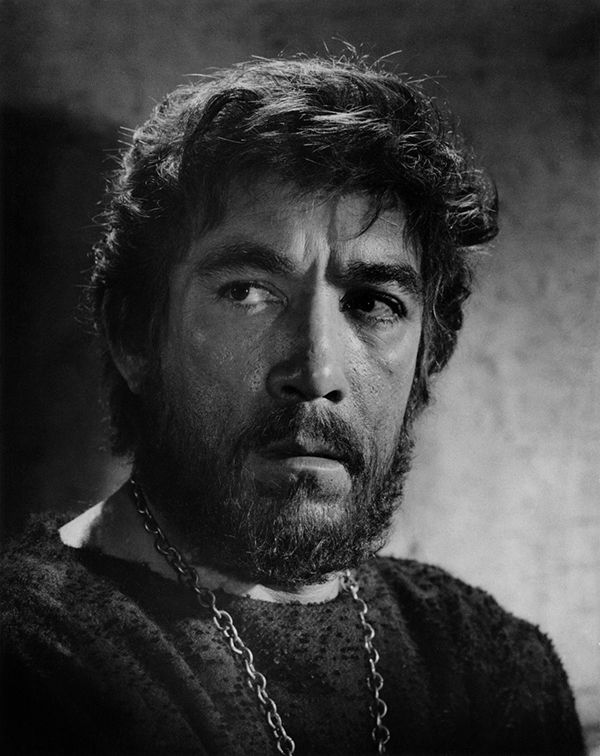
En Barabbas (1961).

A comienzos de la década de 1960, y dentro de la moda histórica de Hollywood, interpretó destacados roles en las películas Los cañones de Navarone (1961), Barrabás (1961) y Lawrence de Arabia (1962). En 1962, su matrimonio con Katherine De Mille estaba muy deteriorado y se enamoró de Jolanda Addolori, una italiana ayudante de vestuario, mientras rodaba Barrabás. Se divorció de Katherine y se casó en 1965 con Jolanda. Del matrimonio con Jolanda Addolori nacieron tres hijos: Francesco, Lorenzo y Daniele.
En 1964 realizaría el papel que lo marcaría el resto de su vida, en la interpretación del viejo Alexis Zorba en Zorba, el griego (1964), del director chipriota Michael Cacoyannis, por el que fue nominado al Óscar al mejor actor principal. La música del filme fue creada por el compositor griego Mikis Theodorakis. Anthony Quinn participó además como coproductor de la película.
En los últimos años de la década de 1960 interpretó roles memorables; por ejemplo, en La hora 25 (1967), donde interpreta a un prisionero rumano convertido en un soldado alemán, cuyo perfil "ario" es canonizado por los nazis; a un bandido confundido por un clérigo en Los cañones de San Sebastián (1967), a un papa ficticio en Las sandalias del pescador (1968) y a un alcohólico en El secreto de Santa Vittoria (1969), en el cual lució sus mejores dotes histriónicas. 

### 1970-1979: televisión y proyectos posteriores

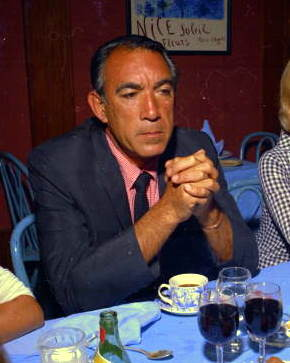
Anthony Quinn, c. 1970.

En 1970, interpretó a un profesor de sociología liberal en el drama de disturbios universitarios R. P. M., junto a Ann-Margret, y como un hombre de las Montañas Humeantes en A Walk in the Spring Rain, la primera película estadounidense de Ingrid Bergman en 20 años. En 1971, tras el éxito de su telefilme The City, en el que personificó al alcalde Thomas Jefferson Alcala, protagonizó la serie de televisión The Man and the City. Sus apariciones televisivas posteriores fueron esporádicas, incluyendo una participación como Caifás en la miniserie de televisión religiosa Jesus of Nazareth. 
También en 1977, dio vida a también a Hamza Ibn 'Abd al-Muttalib, el tío de Mahoma, en la película El mensaje, dirigida por el sirio Moustapha Akkad (productor de Halloween, de John Carpenter), en la que se retrata la vida de Mahoma y los inicios del islam. Esta película se filmó en Libia y Marruecos. Como dato curioso, Akkad filmó al mismo tiempo una versión en árabe con un elenco árabe para el público arabófono, de modo que se trató de dos películas filmadas a la vez. La película El mensaje es hoy en día muy valorada por los musulmanes, pues se apega fielmente a la historia canónica de Mahoma, siendo la única película de Hollywood hasta hoy que, según los musulmanes, cuenta la verdadera historia de los inicios del islam.
En 1979 filma su última gran película: El león del desierto, en la que interpreta magistralmente al líder libio Omar Mukhtar, y también trabaja en Valentina, basada en la trilogía de Ramón J. Sender Crónica del alba.

### 1980-1994: trabajos finales
En la década de 1980 participó en una decena de películas, sin mayor notoriedad. En esta época se dedica principalmente a su gran pasión: la pintura y la escultura en bronce y mármol, donde gana dinero en sus exposiciones. 
En la década de 1990 actuó en la serie de televisión Hércules y comenzó a aparecer haciendo “cameos” en varios filmes, es decir, breves apariciones para reforzar el gancho comercial de dichas producciones; como fue el caso de Los fantasmas no pueden hacerlo, comedia picante protagonizada por Bo Derek. Actuó también en una nueva versión para televisión de El viejo y el mar (1990), junto a su hijo Francesco. Ese mismo año aparece junto con los actores Kevin Costner y Madeleine Stowe en la película Revenge, en el cual interpreta magistralmente a un marido engañado. Luego trabaja en Fiebre salvaje de Spike Lee y en 1995 en Un paseo por las nubes, con Keanu Reeves y Aitana Sánchez-Gijón.
En 1997, su matrimonio con Addolori termina, debido a su propia infidelidad de nueve años y a una relación marital deteriorada: se casa poco después con su joven secretaria, Kathy Benvin, de 31 años de edad, cuando él ya tenía 82 años. De esta relación nacieron dos hijos. En 1999 actuó en el filme brasileño Oriundi, junto a su hijo Lorenzo, participando además como coproductor. Posteriormente intervino en Tierra de cañones, de Antoni Ribas. Su último rol fue el de un jefe mafioso en la película El protector (2002), junto a Sylvester Stallone y Madeleine Stowe.

## Vida personal

### Hijos
Quinn tuvo un total de doce hijos con cuatro mujeres distintas.
Su segunda esposa, después de Silvia, con quien se casó en 1932, fue la actriz Katherine DeMille (29 de junio de 1911 - 27 de abril de 1995), hija adoptiva de Cecil B. DeMille (12 de agosto de 1881 – 21 de enero de 1959), con quien se casó el 7 de diciembre de 1937 y de la que se divorció el 21 de enero de 1965. La pareja tuvo un total de cinco hijos:
- Christofer (nacido en 1939 - 1941), murió ahogado a la edad de dos años en la piscina del vecino, el actor y comediante W. C. Fields.
- Christina (1 de diciembre de 1941).
- Catalina (21 de noviembre de 1942).
- Duncan (4 de agosto de 1945).
- Valentina (26 de diciembre de 1952).

Al año siguiente de su divorcio, se casa el 2 de enero de 1966 con la diseñadora de vestuario italiana Yolanda Addolori. El matrimonio se terminó cuando Quinn se convirtió en padre con una tercera mujer, divorciándose el 19 de agosto de 1997. Tuvieron tres hijos:
- Francesco (22 de marzo de 1963 - 5 de agosto de 2011), fallecido de un ataque al corazón, mientras corría cerca de su casa de Malibú, California
- Danny (16 de abril de 1964).
- Lorenzo (7 de mayo de 1966).

También fue padre de otros dos niños con Friedel Dunbar:
- Sean Quinn (7 de febrero de 1973).
- Alexander Anthony Quinn (30 de diciembre de 1976).

Por último tuvo una aventura con su secretaria Katherine Benvin, que le costó su segundo matrimonio. Se casaron el 7 de diciembre de 1997 y estuvieron juntos hasta que Quinn falleció el 3 de junio de 2001. Juntos tuvieron dos hijos:
- Antonia (23 de julio de 1993).
- Ryan Nicholas (5 de julio de 1996).

## Muerte
Quinn vivió sus últimos años en su casa en Bristol, Rhode Island. El 3 de junio de 2001, falleció en ese lugar a los 86 años de edad, a causa de una insuficiencia respiratoria, provocada por complicaciones de un tratamiento de radiación que se encontraba realizándose para erradicar un cáncer de pulmón que padecía. Su funeral fue realizado en la Primera Iglesia Bautista de América, localizada en College Hill, Providence, Rhode Island. Su esposa le pidió permiso a las autoridades de Bristol para poderlo enterrar en su lugar favorito en vida situado en el patio trasero de su casa, cerca de un viejo arce. Quinn y su esposa habían comprado la propiedad en 1995, la cual tiene una vista hacia la Bahía Narragansett. El permiso le fue concedido y el actor fue inhumado ahí.

## Filmografía

### Como actor
Hollywood
- 1936 - Night Waitress (EUA)
- 1936 - The Plainsman / Buffalo Bill (EUA)
- 1936 - Sworn Enemy (EUA)
- 1936 - Parole! (EUA)
- 1936 - The Milky Way / La Vía Láctea (EUA)
- 1937 - Daughter of Shanghai / Daughter of the Orient (EUA)
- 1937 - Partners in Crime (EUA)
- 1937 - The Last Train from Madrid (EUA)
- 1937 - Under Strange Flags (EUA)
- 1937 - Waikiki Wedding  (EUA)
- 1937 - Swing High, Swing Low / Comenzó en el trópico (EUA)
- 1938 - King of Alcatraz / El tirano de Alcatraz (EUA)
- 1938 - Bulldog Drummond in Africa (EUA)
- 1938 - Hunted Men (EUA)
- 1938 - Tip-Off Girls (EUA)
- 1938 - Dangerous to Know (EUA)
- 1938 - The Buccaneer / Corsarios de Florida (EUA)
- 1939 - Televisión Spy / Espionaje televisor (EUA)
- 1939 - Island of Lost Men / La isla de la perdición (EUA)
- 1939 - Union Pacific / Unión Pacífico (EUA)
- 1939 - King of Chinatown (EUA)
- 1940 - City for Conquest / Ciudad de conquista (EUA)
- 1940 - The Ghost Breakers / El castillo maldito (EUA)
- 1940 - Road to Singapore / Ruta a Singapur (EUA)
- 1940 - Parole Fixer / Mercaderes del crimen (EUA)
- 1940 - Emergency Squad (EUA)
- 1940 - The Texas Rangers Ride Again / Legión de tiradores (EUA)
- 1941 - Blood and Sand / Sangre y arena (EUA)
- 1941 - The Perfect Snob
- 1941 - They Died with Their Boots On / Murieron con las botas puestas (EUA)
- 1941 - Bullets for O'Hara (EUA)
- 1941 - Thieves Fall Out (EUA)
- 1941 - Knockout (EUA)
- 1942 - Road to Morocco / Ruta a Marruecos (EUA)
- 1942 - Larceny, Inc. (EUA)
- 1942 - The Black Swan / El cisne negro (EUA)
- 1943 - Guadalcanal Diary / Guadalcanal (EUA)
- 1943 -  The Ox-Bow Incident / Incidente en Ox-Bow (EUA)
- 1944 - Irish Eyes Are Smiling (EUA)
- 1944 - Roger Touhy, Gangster (EUA)
- 1944 - Ladies of Washington (EUA)
- 1944 - Buffalo Bill / Las aventuras de Buffalo Bill  (EUA)
- 1945 - China Sky / Los guerrilleros de Chanta (EUA)
- 1945 - Back to Bataan / La patrulla del coronel Jackson (EUA)
- 1945 - Where Do We Go from Here? (EUA)
- 1946 - California (EUA)
- 1947 - Tycoon / Hombres de presa (EUA)
- 1947 - Sinbad, the Sailor / Simbad el marino (EUA)
- 1947 - The Imperfect Lady / Casi una señora (EUA)
- 1947 - Black Gold / Oro negro (EUA)
- 1950 - The Brave Bulls / Toros bravos (EUA)
- 1951 - Mask of the Avenger / La espada de Montecristo (EUA)
- 1952 - Against All Flags / La isla de los corsarios (EUA)
- 1952 - The Brigand / Enemigos del rey (EUA)
- 1952 - The World in His Hands / El mundo en sus manos (EUA)
- 1952 - Viva Zapata! / ¡Viva Zapata! (EUA)
- 1953 - Ride vaquero! / Una vida por otra (EUA)
- 1953 - East of Sumatra / Al este de Sumatra (EUA)
- 1953 - City Beneath the Sea / La ciudad sumergida (EUA)
- 1953 - Seminole / Traición en Fort King (EUA)
- 1953 - Blowing Wild / Soplo salvaje (EUA, México)
- 1954 - The Long Wait / Tras sus propias huellas (EUA)
- 1955 - Seven Cities of Gold (EUA)
- 1955 - The Naked Street / La calle desnuda (EUA)
- 1955 - The Magnificent Matador / Santos el magnífico (EUA)
- 1956 - The Wild Party (EUA)
- 1956 - Lust for Life / El loco del pelo rojo (EUA)
- 1956 - Man From Del Rio / El que no sabía temer / Un revólver solitario (EUA)
- 1957 - Wild Is the Wind / Viento salvaje (EUA)
- 1957 - The Ride Back / El retorno del forajido (EUA)
- 1957 - The River's Edge / Al borde del río (EUA)
- 1958 - The Black Orchid / Orquídea negra (EUA)
- 1958 - Hot Spell / Trágica fascinación (EUA)
- 1959 - Last Train from Gun Hill / El último tren de Gun Hill (EUA)
- 1959 - Warlock / El hombre de las pistolas de oro (EUA)
- 1960 - Heller in Pink Tights / El pistolero de Cheyenne (EUA)
- 1960 - Portrait in Black / Retrato en negro (EUA)
- 1960 - Los dientes del diablo (EUA).
- 1961 - Barabbas / Barrabás (EUA, Italia)
- 1962 - Requiem for a Heavyweight / Réquiem por un campeón (EUA)
- 1964 - Behold a Pale Horse / Y llegó el día de la venganza (EUA)
- 1964 - Alexis Zorbas / Zorba The Greek / Zorba, el griego (EUA, Grecia)
- 1964 - La visita del rencor (The visit/Der Besuch) de Bernhard Wicki
- 1966 - Lost Command / Mando perdido / Los centuriones (EUA)
- 1967 - The Happening / El suceso (EUA)
- 1968 - The Shoes of the Fisherman / Las sandalias del pescador (EUA)
- 1969 - A Dream of Kings / Sueño de reyes (EUA)
- 1969 - The Secret of Santa Vittoria / El secreto de Santa Vittoria (EUA)
- 1970 - Flap / El indio altivo (EUA)
- 1970 - R.P.M. / RPM: revoluciones por minuto (EUA)
- 1970 - A Walk in the Spring Rain / Secretos de una esposa (EUA)
- 1972 - Across 110th Street / Pánico en la calle 110 (EUA)
- 1973 - The Don Is Dead / El Don ha muerto (EUA)
- 1977 - The Children of Sanchez / Los hijos de Sánchez (EUA, México)
- 1978 - Caravans / Caravanas (EUA, Irán)
- 1978 - The Greek Tycoon / El griego de oro (EUA)
- 1979 - Lion of the Desert / El león del desierto (EUA, Libia)
- 1981 - High Risk / Alto riesgo (EUA, UK, México)
- 1981 - The Salamander / La salamandra roja (EUA, UK, Italia)
- 1982 - Regina Roma (EUA)
- 1989 - Ghosts Can't Do It / Los fantasmas no pueden... hacerlo (EUA)
- 1990 - Revenge / Venganza (EUA, México)
- 1991 - Mobsters / El imperio del mal (EUA)
- 1991 - Jungle Fever / Fiebre salvaje (EUA)
- 1991 - Only the Lonely / Yo, tú y mamá (EUA)
- 1993 - Last Action Hero / El último gran héroe (EUA)
- 1994 - Somebody to Love / Alguien a quien amar (EUA)
- 1995 - A Walk in the Clouds / Caminando por las nubes / Un paseo por las nubes (EUA, México)
- 2001 - Avenging Angelo / El protector (EUA, Francia, Suiza)

Italia
- 1953 - Il più comico spettacolo del mondo (Italia)
- 1954 - Donne proibite / Destino de tres vidas (Italia)
- 1954 - Ulisses / Ulises (Italia)
- 1954 - Attila / Atila: hombre o demonio (Italia, Francia)
- 1954 - La strada / La calle (Italia)
- 1955 - Cavalleria rusticana (Italia)
- 1967 - L'avventuriero / El rebelde (Italia)
- 1973 - Los amigos (Italia)
- 1976 - L'eredità Ferramonti / La herencia Ferramonti (Italia)
- 1976 - Bluff, storia di truffe e di imbroglioni / Bluff - Los embrollones (Italia)
- 1988 - Stradivari / Stradivarius (Italia, Francia)
- 1996 - Il sindaco (Italia)

Francia
- 1956 - Notre-Dame de Paris / Nuestra señora de París (Francia, Italia)
- 1965 - La fabuleuse aventure de Marco Polo / La conquista del imperio (Francia, Italia, Afganistán, Egipto, Yugoslavia)
- 1967 - La vingt-cinquième heure / La hora 25 (Francia, Italia, Yugoslavia)
- 1967 - La Bataille de San Sebastian / Los cañones de San Sebastián (Francia, Italia, México)

Reino Unido
- 1960 - The Savage Innocents / Los dientes del diablo (UK, Francia, Italia)
- 1961 - The Guns of Navarone / Los cañones de Navarone (UK, EUA)
- 1962 - Lawrence of Arabia / Lawrence de Arabia (UK)
- 1965 - A High Wind in Jamaica / Viento en las velas (UK)
- 1968 - The Magus / El mago (UK)
- 1976 - The Message / Mahoma, el mensajero de Dios (UK, Líbano, Libia, Marruecos, Kuwait)
- 1974 - The Marseille Contract / Contrato en Marsella (UK, Francia)
- 1979 - The Passage / El pasaje (UK)

México
- 1972 - El asesinato de Julio César (México, Italia) Cortometraje

Sudáfrica
- 1977 - Target of an Assassin / Los tigres no lloran (Sudáfrica)

España
- 1982 - Crónica del alba. Valentina (España)
- 1989 - Pasión de hombre / A Man of Passion (España)
- 1999 - Tierra de cañones (España)

Canadá
- 1991 - A Star for Two (Canadá, Francia)

Alemania
- 1996 - Seven Servants (Alemania)

Brasil
- 1999 - Oriundi / Mi viejo (Brasil)

### Como director
- 1958 - The Buccaneer / Los bucaneros (EUA)

### Como productor
- 1964 - Alexis Zorbas / Zorba The Greek / Zorba, el griego (EUA, Grecia)
- 1964 - The Visit / La visita del rencor (EUA, Francia, Alemania, Italia)
- 1972 - Across 110th Street / Pánico en la calle 110 (EUA)
- 1981 - Circle of Power (EUA)
- 1982 - Kiss My Grits (EUA)
- 1999 - Oriundi / Mi viejo (Brasil)

### Películas para televisión
- 1971 - The City (EUA)
- 1981 - Crosscurrent (EUA)
- 1988 - Onassis: The Richest Man in the World / Onassis: el hombre más rico del mundo (EUA, España)
- 1990 - The Old Man and the Sea / El viejo y el mar (UK)
- 1994 - This Can't Be Love / Volver a enamorarse (EUA)
- 1994 - Hercules in the Maze of the Minotaur / Hércules y el laberinto del Minotauro (EUA, Nueva Zelanda)
- 1994 - Hercules in the Underworld / Hércules en el mundo subterráneo (EUA, Nueva Zelanda)
- 1994 - Hercules: The Legendary Journeys - Hercules and the Circle of Fire (EUA, Nueva Zelanda)
- 1994 - Hercules: The Legendary Journeys - Hercules and the Lost Kingdom / Hércules y el reino perdido (EUA, Nueva Zelanda)
- 1994 - Hercules and the Amazon Women / Hércules y las amazonas (EUA, Nueva Zelanda)
- 1995 - Il mago (Italia)
- 1996 - Gotti (EUA, Canadá)

### Series de televisión
- 1948-1956 - The Philco Television Playhouse (EUA) [Episodio: "Pride's Castle" (11 de septiembre de 1949)]
- 1946-1952 - Lights Out (EUA) [Episodio: "The House of Dust" (5 de febrero de 1951)]
- 1948-1951 - The Ford Theatre Hour (EUA) [Episodio: "Ticket to Oblivion" (6 de abril de 1951)]
- 1950-1955 - Danger (EUA) [Episodio: "Blue" (24 de abril de 1951)]
- 1950-1951 - Somerset Maugham TV Theatre (EUA) [Episodio: "Partners" (31 de enero de 1951)]
- 1950-1952 - Pulitzer Prize Playhouse (EUA) [Episodio: "Ned McCobb's Daughter" (12 de enero de 1951)]
- 1951-1959 - Schlitz Playhouse of Stars (EUA) [Episodios: "Dark Fleece" (21 de diciembre de 1951), "The Long Trail" (19 de noviembre de 1954) y "Bandit's Hide-Out" (7 de octubre de 1955)]
- 1955-1974 - ITV Play of the Week (UK) [Episodio: "Rain on the Just" (9 de julio de 1956)]
- 1971-1972 - The Man and the City / El hombre y la ciudad (EUA) [15 episodios]
- 1977 - Jesus of Nazareth / Jesús de Nazaret (UK, Italia) [2 episodios]
- 1987 - L'isola del tesoro / La isla del tesoro en el espacio exterior (Italia, Alemania)
- 1984-1992 - The Cosby Show / La hora de Bill Cosby (EUA) [Episodio: "Surf's Up" (28 de septiembre de 1989)]
- 1995-1996 - La noche de los castillos (España) [8 episodios (1995)]
- 1999 - Camino de Santiago (España) [3 episodios]
- 1996-2000 - Cosby (EUA) [Episodio: "Lucas Illuminus" (17 de marzo de 1999)]

## Premios y nominaciones

### Premios Óscar

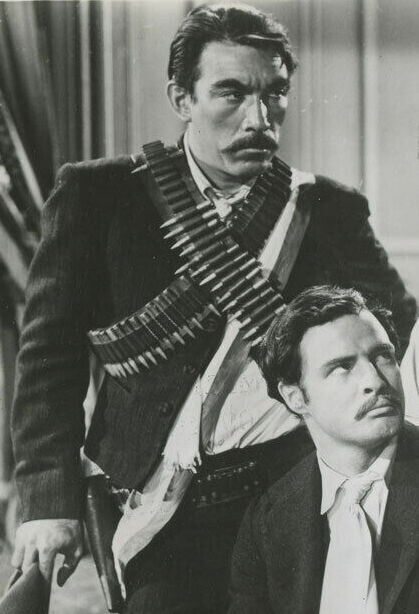
Como Eufemio Zapata (de pie), junto a Marlon Brando como Emiliano Zapata, en ¡Viva Zapata! (1952). Por esta interpretación, en 1953 ganó su primer Óscar al mejor actor de reparto.

| Año  | Categoría              | Película              | Resultado |
| ---- | ---------------------- | --------------------- | --------- |
| 1953 | Mejor actor de reparto | ¡Viva Zapata!         | Ganador   |
| 1957 | Mejor actor de reparto | El loco del pelo rojo | Ganador   |
| 1958 | Mejor actor            | Viento salvaje        | Nominado  |
| 1965 | Mejor actor            | Zorba el griego       | Nominado  |

### Premios Globo de Oro
| Año  | Categoría                                      | Película                     | Resultado |
| ---- | ---------------------------------------------- | ---------------------------- | --------- |
| 1957 | Mejor actor de reparto                         | El loco del pelo rojo        | Nominado  |
| 1963 | Mejor actor - Drama                            | Lawrence de Arabia           | Nominado  |
| 1965 | Mejor actor - Drama                            | Zorba el griego              | Nominado  |
| 1970 | Mejor actor - Comedia o musical                | El secreto de Santa Vittoria | Nominado  |
| 1987 | Premio Cecil B. DeMille                        | Premio Cecil B. DeMille      | Ganador   |
| 1997 | Mejor actor de reparto - Miniserie o telefilme | Gotti                        | Nominado  |

### Premios BAFTA
| Año  | Categoría   | Película           | Resultado |
| ---- | ----------- | ------------------ | --------- |
| 1962 | Mejor actor | Lawrence de Arabia | Nominado  |
| 1965 | Mejor actor | Zorba el griego    | Nominado  |

### Otros
En 1995 ganó Premio Donostia del Festival de San Sebastián.